# Irish Texaco Cup

Texaco Logo

Der Irish Texaco Cup (auch Texaco All-Ireland Cup genannt) war ein Fußball-Pokalwettbewerb für Fußballvereine aus Nordirland und der Republik Irland, die sich nicht in der Liga oder im Pokalwettbewerb für einen europäischen Wettbewerb qualifiziert hatten. Die zu dieser Zeit auf dem britischen Markt sehr aktive US-amerikanische Mineralölgesellschaft Texaco trat als Sponsor und Namensgeber des Turniers auf. Der Wettbewerb hatte seinen Ursprung im ursprünglichen Texaco Cup, der ab 1970 als Wettbewerb für englische, schottische, nordirische und irische Vereine begann. Irische und nordirische Vereine nahmen in den Saisons 1970/71 und 1971/72 daran Teil, zogen sich dann aber aufgrund des damaligen politischen Drucks zurück. Texaco organisierte ab 1973 einen separaten Wettbewerb, der in den Spielzeiten 1973/74 und 1974/75 ausgetragen wurde. Das Format bestand aus zwei Hin- und Rückspielen im Halbfinale und einem Finale. Mit dem Rückzug des Sponsoren Texaco im Jahr 1975 endete der Wettbewerb.

## Teilnehmer
In der ersten Saison spielten der Coleraine FC und der Portadown FC aus Nordirland, und Bohemians Dublin und die Shamrock Rovers aus Irland. Portadown erreichte das Finale und besiegte Bohemians insgesamt mit 5:3 nach Hin- und Rückspiel. In der zweiten Saison nahmen der Linfield FC und der Crusaders FC aus Nordirland, und der Waterford FC und Cork Hibernians aus Irland teil. Linfield schaffte es bis ins Finale, unterlag jedoch Waterford mit 0:1.

## Titelgewinner

### Endspiele
| Saison  | Sieger       | Finalgegner      | Ergebnis |
| ------- | ------------ | ---------------- | -------- |
| 1973/74 | Portadown FC | Bohemians Dublin | 5:3      |
| 1974/75 | Waterford FC | Linfield FC      | 1:0      |